# Бочкарёв, Василий Иванович (актёр)
Васи́лий Ива́нович Бочкарёв (род. 22 ноября 1942, Иркутск) — советский и российский актёр театра, кино и дубляжа, театральный режиссёр-педагог, профессор. Народный артист Российской Федерации (1995). Дважды лауреат Государственной премии Российской Федерации (1995, 2003).

## Биография
Василий Бочкарёв родился 22 ноября 1942 года в Иркутске. В 1964 году окончил Высшее театральное училище имени М. С. Щепкина (курс В. И. Коршунова, Ю. М. Соломина, П. З. Богатыренко).
В 1964—1965 годах работал в Московском драматическом театре на Малой Бронной, затем перешёл в Московский драматический театр им. К. С. Станиславского.
С 16 апреля 1979 года — актёр Государственного академического Малого театра России в Москве.
В кино снимается с 1970 года — дебютом стала эпизодическая роль в фильме «Бег» режиссёров Александра Алова и Владимира Наумова.
С середины 1970-х годов режиссёры начали приглашать актёра на главные роли. Известность он приобрёл благодаря работе в фильмах «Такая короткая долгая жизнь» (1975), «Следствие ведут ЗнаТоКи» (1978, 1987), «Безумный день инженера Баркасова» (1983), «Уникум» (1983) и других.
Участвует в радиопостановках, занимается дублированием иностранных фильмов и озвучиванием компьютерных игр. С 2003 года преподаёт актёрское мастерство в Высшем театральном училище имени М. С. Щепкина. В 2007 году Василию Бочкарёву присвоено учёное звание доцента, позже — профессора. В 2013 году выпустил свой единственный курс в училище.
Василий Бочкарёв входил в состав жюри театра драмы, юного зрителя и театра кукол итогового фестиваля-конкурса российской национальной театральной премии «Золотая маска — 2016».
В 2023 году был председателем жюри XXI Международного театрального форума «Золотой Витязь».

### Личная жизнь
Василий Бочкарёв был женат на актрисе Людмиле Поляковой.
С 1980 года и по настоящее время женат на актрисе Электротеатра Станиславский Людмиле Розановой. Дочь Ольга Васильевна Бочкарёва (род. 1983) — врач.

## Общественная деятельность
В марте 2022 года подписал обращение в поддержку военного вторжения России на Украину.
19 октября 2022 год внесён в санкционный список лиц, «которые публично призывают к агрессивной войне, оправдывают и признают законной вооруженную агрессию РФ против Украины, временную оккупацию территории Украины».

## Творчество

### Фильмография
1. 1970 — Бег
2. 1974 — Потому что люблю — Евгений Шелест, капитан, лётчик
3. 1975 — Такая короткая долгая жизнь — Сергей Игнатьев
4. 1978 — Дом у кольцевой дороги — Саранцев
5. 1978 — Следствие ведут ЗнаТоКи. «Букет» на приёме — Артём Степанович Кирпичёв, водитель такси
6. 1980 — Дом у кольцевой дороги — Дмитрий Павлович Саранцев, преподаватель истории в ПТУ
7. 1980 — Кто заплатит за удачу? — Дмитрий Чумак, белоказак
8. 1982 — Владивосток, год 1918 — Константин Александрович Суханов, большевик
9. 1982 — Голос — Аркадий, муж актрисы Мартыновой
10. 1982 — Тем, кто остаётся жить — Ермолин, начальник ОГПУ
11. 1983 — Безумный день инженера Баркасова — Алексей Гаврилович Баркасов, инженер
12. 1983 — Летаргия — Михаил Платонович, второй муж Лиды, отчим Маши
13. 1983 — Уникум — Константин Петрович Шапошников, программист
14. 1985 — Полевая гвардия Мозжухина — Фёдор Михайлович Мозжухин, звеньевой подрядного звена
15. 1985 — Тайна Золотой горы — Никитин
16. 1987 — Акселератка — Пряхин, майор, начальник уголовного розыска
17. 1987 — Про любовь, дружбу и судьбу — Егор
18. 1987 — Следствие ведут ЗнаТоКи. Дело № 20 «Бумеранг» — Алексей Барсуков, шофёр в НИИ
19. 1992 — Кооператив «Политбюро», или Будет долгим прощание — двойник Василия Ивановича Чапаева
20. 1992 — Один (короткометражный)
21. 1992 — Три дня вне закона — Семаков, следователь
22. 2003 — Остров без любви — Павел Антонович
23. 2003 — Спас под берёзами — Сергей Петрович Нефёдов
24. 2004 — Дети Арбата — Михаил Юрьевич, сосед Панкратовых
25. 2006 — Заколдованный участок — киномеханик
26. 2007 — Диверсант 2: Конец войны — Сергей Валентинович Сергеев, профессор
27. 2007 — Новая старая сказка
28. 2008 — Галина — Василий Иванович Бронников, охранник Л. И. Брежнева
29. 2009 — Иван Грозный — протопоп Сильвестр
30. 2009 — Зоя — Пётр Сорокин, отец Сергея Сорокина
31. 2010 — Дом образцового содержания — Аркадий Павлович Паращук, двоюродный брат Дмитрия Мирского
32. 2012 — Красотка — Игорь Аркадьевич
33. 2012 — Нечаянная радость — Борис Сергеевич Томашевский
34. 2012—2013 — Маша в законе — Владимир Сергеевич, отец Маши
35. 2013 — Без права на выбор (Касым) — Забара, доктор
36. 2013 — Крик совы — Александр Матвеевич Горобец, директор музея боевой славы
37. 2014 — Год в Тоскане — Лунёв, профессор
38. 2014 — На глубине — Геннадий Владимирович Максимов, полковник полиции
39. 2015 — Старшая дочь — Алексей Александрович Шмаков, актёр
40. 2015 — Петля Нестерова — Николай Анисимович Щёлоков, министр внутренних дел СССР
41. 2017 — Проводник — Сан Саныч
42. 2017 — Серебряный бор — Смирнов
43. 2018 — Золотая Орда — митрополит Филарет
44. 2019 — Гадалка — Михаил Игнатьевич Бахтин, полковник полиции, начальник УВД
45. 2019 — Он + она — дедушка
46. 2019 — Отчим — Кузьма Андреевич
47. 2019 — Рецепты семейного счастья — джентльмен
48. 2020 — Чистые руки —  Виктор Петрович Рукавишников
49. 2021 — Пальма — хозяин сеттера
50. 2022 — Монастырь — Михаил, старец
51. 2023 — Закрытый уровень — дед Инглиша

#### Киножурнал «Фитиль»
1. 2004 — Выпуск № 16 (новелла «В ногу со временем») — муж
2. 2004 — Выпуск № 20 (новелла «Прожектор в новостройке») — Пётр Климук, участковый
3. 2005 — Выпуск № 25 (новелла «Даёшь фанеру!») — Константин Львович, директор фанерной фабрики
4. 2005 — Выпуск № 32 (новелла «Гости из будущего»)

#### Телеспектакли
1. 1969 — Комендант Лаутербурга
2. 1972 — Былое и думы — Николай Христофорович Кетчер
3. 1973 — Плотницкие рассказы — Константин
4. 1974 — Маленький принц — пилот
5. 1975 — Старший мастер — Игорь Осинин[14]
6. 1975 — Продавец дождя — Джим, младший сын фермера Карри
7. 1978 — Женитьба Белугина — Андрей Гаврилович Белугин
8. 1979 — Ярость — Гуляев
9. 1981 — Безобразная Эльза — Эркки Карило, агроном, жених Паулы Кассель
10. 1983 — Фома Гордеев — Фома Гордеев, сын купца Игната Гордеева
11. 1986 — Женитьба Бальзаминова — Михайло Дмитрич Бальзаминов, сын Павлы Петровны
12. 1988 — С луны свалился — автор
13. 1988 — Холопы — князь Платон Александрович, сын князя Александра Павловича
14. 1989 — Арктур — гончий пёс — писатель (реж. Г. Самойлова, см. https://smotrim.ru/video/2644034)
15. 1998 — Царь Пётр и Алексей — царевич Алексей Петрович
16. 2003 — Свадьба Кречинского — Иван Антонович Расплюев, сосед и приятель Кречинского
17. 2003 — Пучина — неизвестный
18. 2005 — Делец — Огюст Меркаде
19. 2005 — Правда — хорошо, а счастье лучше — Сила Ерофеич Грознов, отставной унтер-офицер
20. 2006 — Мнимый больной — Арган, мнимый больной
21. 2007 — Последняя жертва — Флор Федулыч Прибытков, богатый купец
22. 2008 — Любовный круг — Клайв Чемпион-Ченей

### Озвучивание мультфильмов
- 1982 — Бюро находок — пёс Тишка

#### Видеоигры
- 1999 — The Longest Journey — Брайан Вестхауз[15]
- 2006 — Dreamfall: The Longest Journey— Брайан Вестхауз[16]

### Театральные работы

#### «Школа современной пьесы»
- «Записки русского путешественника» Евгения Гришковца. Режиссёр: Иосиф Райхельгауз — Вася

#### Московский драматический театр им. К. С. Станиславского
- «Однажды в двадцатом» Н. М. Коржавина. Режиссёры: Б. А. Львов-Анохин и М. Ю. Резникович — Губенко[17]
- «Прощание в июне» А.Вампилов — студент
- 1978 — «Первый вариант Вассы Железновой» М. Горького. Режиссёр: А. А. Васильев — Павел

#### Малый театр
- 1979 — Кошкин, «Ураган» А. Софронова
- 1979 — Каретников, «Так и будет» К. Симонова
- 1980 — Бальзаминов, «Женитьба Бальзаминова» А. Н. Островского
- 1981 — Фома Гордеев, «Фома Гордеев» М. Горького
- 1982 — Пётр, «Лес» А. Н. Островского
- 1982 — Повлияненко, «Целина» Л. Брежнева
- 1983 — Лосев, «Картина» Д. Гранина
- 1984 — Мартин, «Утренняя фея» А. Касоны
- 1985 — Яша, «Вишнёвый сад» А. Чехова
- 1985 — Соболев, «Из новостей этого дня» Г. Маркова, Э. Шима
- 1985 — Ипполит, «Федра» Ж. Расина
- 1987 — Князь Платон Александрович, «Холопы» П. П. Гнедича
- 1989 — Эден фон Хорват, «Сказки Голливуда» К. Хэмптона
- 1991 — Царевич Алексей Петрович, «Царь Пётр и Алексей» Ф. Горенштейна, режиссёр В. М. Бейлис
- 1992 — Тарас Тарасыч Хлынов, богатый подрядчик, «Горячее сердце» А. Н. Островского
- 1993 — Вайнер, «И аз воздам» С. Кузнецова
- 1993 — Борис Годунов, «Царь Борис» А. K. Толстого, режиссёр В. М. Бейлис
- 1994 — Фигаро, «Преступная мать, или второй Тартюф» П. Бомарше
- 1995 — Нароков, «Таланты и поклонники» А. Н. Островского
- 1995 — Доброхотов-Майков, «Пир победителей» А. И. Солженицына
- 1997 — Расплюев, «Свадьба Кречинского» А. В. Сухово-Кобылина, режиссёр В. М. Соломин
- 1998 — Вурм, «Коварство и любовь» Ф. Шиллера, режиссёр Ю. М. Соломин
- 2000 — Огюст Меркаде, «Делец» О. де Бальзака, режиссёр В. Н. Драгунов
- 2001 — Доктор Львов, «Иванов» А. П. Чехова, режиссёр В. М. Соломин
- 2001 — Неизвестный, «Пучина» А. Н. Островского, режиссёр А. Коршунов
- 2002 — Грознов, «Правда — хорошо, а счастье лучше» А. Н. Островского, режиссёр С. Женовач
- 2004 — Флор Федулыч Прибытков, «Последняя жертва» А. Н. Островского, режиссёр В. Н. Драгунов
- 2005 — Арган, «Мнимый больной» Ж. Б. Мольера, режиссёр С. Женовач
- 2007 — Клайв Чемпион-Ченей, «Любовный круг» С. Моэма, режиссёр А. Житинкин
- 2008 — Павел Фёдорович Протасов, «Дети солнца» М. Горького, режиссёр А. Шапиро
- 2011 — Мольер, «Мольер» («Кабала святош») М. А. Булгакова, режиссёр В. Н. Драгунов
- 2013 — Фома Фомич Опискин, «Село Степанчиково и его обитатели» Ф. М. Достоевского, режиссёр А. Ю. Яковлев
- 2015 — Потап Потапыч Каркунов, богатый купец, «Сердце не камень» А. Н. Островского, режиссёр В. Н. Драгунов[18]
- 2021 — Сверчок (голос), «Буратино» А. Н. Толстого, режиссёры Ю. М. Соломин, С. Сошников
- 2021 — «Мёртвые души» Н.В. Гоголя по сценарию М.А.Булгакова Похождения Чичикова, или Мёртвые души (режиссёр - Алексей Дубровский) — Плюшкин

#### Театр Современник
- 2013 — Веллер Мартин, «Игра в джин» Дональд Ли Кобурн, режиссёр Г. Волчек

## Признание

### Государственные награды
- 1986 — почётное звание «Заслуженный артист РСФСР» — за заслуги в области искусства.
- 1993 — лауреат премии Мэрии Москвы 1993 года за достижения в области литературы и искусства — за создание (в числе других создателей) спектакля «Горячее сердце» по пьесе А. Н. Островского в Государственном академическом Малом театре России[19].
- 1995 — почётное звание «Народный артист Российской Федерации» — за большие заслуги в области искусства[4].
- 1995 — Государственная премия Российской Федерации в области театрального искусства — за выдающееся исполнение роли классического репертуара (царя Бориса) в спектакле «Царь Борис» по одноимённой трагедии А. К. Толстого на сцене Государственного академического Малого театра России в Москве[5].
- 1999 — Орден Почёта — за большой вклад в развитие отечественной театральной культуры и в связи со 175-летием Государственного академического Малого театра России[20].
- 2002 — Почётная грамота Правительства Москвы — за многолетнюю плодотворную творческую деятельность и в связи с 60-летием со дня рождения[21]
- 2003 — Государственная премия Российской Федерации в области театрального искусства — за исполнение роли Силы Ерофеевича Грознова в спектакле «Правда — хорошо, а счастье лучше» А. Н. Островского на сцене Государственного академического Малого театра России в Москве[6].
- 2006 — Орден «За заслуги перед Отечеством» IV степени — за большой вклад в развитие отечественного театрального искусства и многолетнюю плодотворную деятельность[22].
- 2014 — Орден Дружбы — за достигнутые трудовые успехи, заслуги в гуманитарной сфере, активную законотворческую и общественную деятельность, многолетнюю добросовестную работу[23].
- 2020 — Премия Правительства Российской Федерации в области культуры — за цикл исторических спектаклей для детской и юношеской аудитории на сцене Малого театра России[24]
- 2024 — Орден «За заслуги перед Отечеством» III степени — за большой вклад в развитие отечественной культуры и искусства, многолетнюю плодотворную деятельность[25]

### Общественные награды
- 2006 — лауреат национальной театральной премии «Золотая маска» — за исполнение роли Флора Федулыча Прибыткова в спектакле «Последняя жертва» А. Н. Островского на сцене Государственного академического Малого театра России в Москве.
- 2008 — лауреат ежегодной театральной премии газеты «Московский комсомолец» за 2008 год — за исполнение роли в спектакле «Любовный круг» на сцене Государственного академического Малого театра России[26].
- 2009 — лауреат международной театральной премии имени К. С. Станиславского за 2009 год в номинации «Мастерство актёра»[27].
- 2012 — специальный диплом XXXII Международного студенческого фестиваля ВГИК — за сохранение и развитие подлинной русской актёрской школы[28].
- 2013 — лауреат премии «Звезда театрала» в Москве в номинации «Лучший актёр» — за исполнение роли Фомы Фомича Опискина в спектакле «Село Степанчиково и его обитатели» режиссёра Антона Яковлева на сцене Государственного академического Малого театра России в Москве[29].
- 2015 — приз I международного театрального фестиваля «Виват, комедия!» в Санкт-Петербурге в номинации «Лучшая мужская роль» — за исполнение роли Фомы Фомича Опискина в спектакле «Село Степанчиково и его обитатели» режиссёра Антона Яковлева на сцене Государственного академического Малого театра России в Москве[30].
- 2022 — лауреат национальной театральной премии «Золотая маска» в номинации «За выдающийся вклад в развитие театрального искусства»